# Molki
Molki (Arabisch: ملكي) is een stad in Eritrea. Molki is gelegen in de regio Gash-Barka en is de hoofdstad van het district Molki.
De stad ligt op een hoogte van 1166 meter.